# Trégrom
Trégrom település Franciaországban, Côtes-d’Armor megyében. Lakosainak száma 447 fő (2022. január 1.). Trégrom Belle-Isle-en-Terre, Louargat, Plounévez-Moëdec, Pluzunet és Le Vieux-Marché községekkel határos.

## Népesség
A település népessége az elmúlt években az alábbi módon változott:
| Lakosok száma | 628  | 521  | 483  | 394  | 402  | 408  | 426  | 416  | 412  | 447  |
|               | 1968 | 1982 | 1990 | 2006 | 2013 | 2015 | 2017 | 2019 | 2020 | 2022 |